# Шевелево (Нюксенский район)
Шевелево — упразднённая деревня в Нюксенском районе Вологодской области России.

## География
Урочище находится в северо-восточной части области, в подзоне средней тайги, на левом берегу реки Большая Бобровка, на расстоянии примерно 32 километров (по прямой) к востоко-северо-востоку от Нюксеницы, административного центра района.

### Климат
Климат характеризуется как умеренно континентальный, с продолжительной холодной многоснежной зимой и относительно коротким умеренно тёплым влажным летом. Среднегодовая температура воздуха — +1,8 °C. Средняя температура воздуха самого холодного месяца (января) — −13,1 °C, средняя температура самого тёплого (июля) — +17 °С. Безморозный период длится 100—110 дней. Среднегодовое количество атмосферных осадков составляет 450—500 мм, из которых около 330—350 мм выпадает в вегетационный период. Снежный покров держится в течение 160—165 дней. В течение года господствуют ветры юго-западного направления.

## История
В «Списке населенных мест Вологодской губернии по сведениям 1859 года» населённый пункт упомянут как казённая деревня Устюжского уезда, расположенная при речке Бобровке, в 101,5 версте от уездного города. В деревне имелось 3 двора и проживало 19 человек (8 мужчин и 11 женщин).
По данным 1914 года, в деревне проживало 30 человек (16 мужчин и 14 женщин). В административном отношении входила в состав Бобровского сельского общества Вострой волости Велико-Устюгского уезда.
В 1940 году являлась частью Бобровского сельсовета. Действовало отделение колхоза «Красный Перекоп». Упразднена не позднее 1973 года.